# كاتدرائية ليون
في عام 2011 اضافت اليونسكو كاتدرائية ليون في نيكاراغوا إلى قائمة التراث العالمي فقد شيدت بين العام 1747 ومطلع القرن التاسع عشر حسب مخطط وضعه المهندس ديغو خوسيه دو بوريس إسكيفال (من غواتيمالا). ويعبر هذا الصرح عن الانتقال من الشكل الباروكي إلى الهندسة النيوكلاسيكية، ويمكن اعتبار أسلوبه بأنه انتقائي ومتنوع. وتتميز هذه الكاتدرائية برزانة زينتها الداخلية ووفرة الأضواء الطبيعية، بينما سقفها يحتوي على كمية كبيرة من الزخارف. وتحتوي على كمية هامة من الأعمال الفنية الكبيرة منها المنحوتات الخشبية الفلمنكية ولوحات زيتية تمثل الأربع عشرة وقفة لطريق الآلام للفنان النيكاراغوي أنطونيو ساريا (نهاية القرن التاسع عشر بداية العشرين).

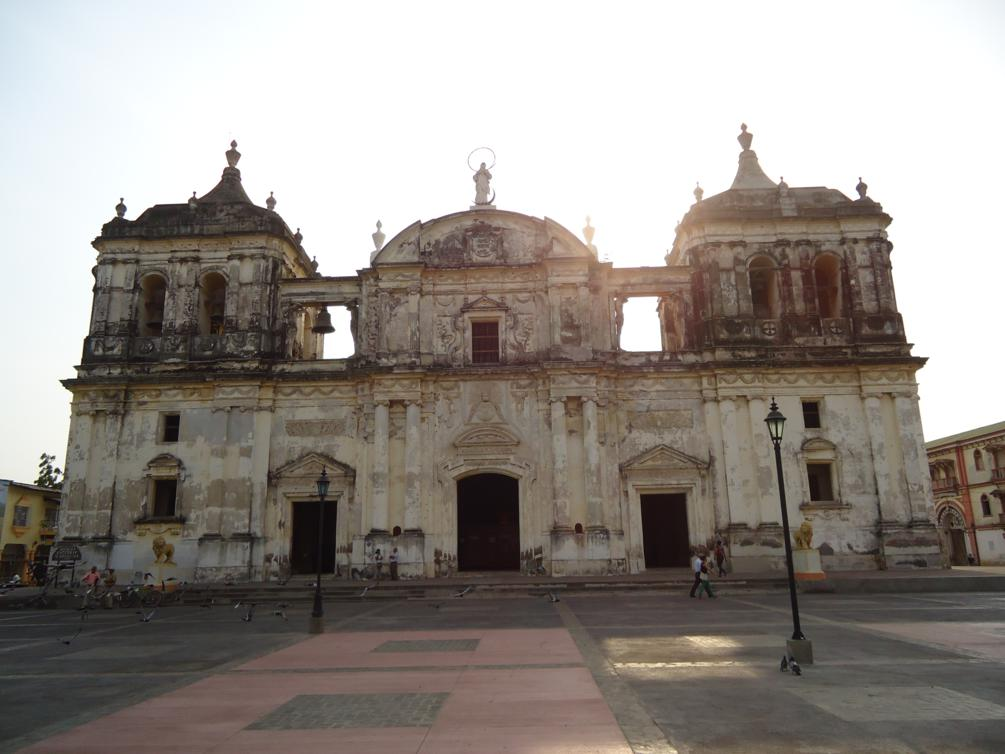
كاتدرائية ليون